# ژان بوفره

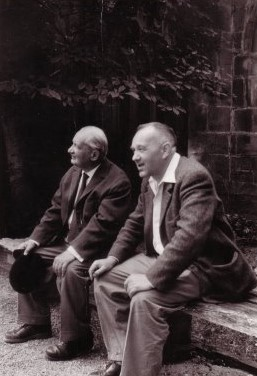
نگاره‌ای از ژان بوفره در کنار مارتین هایدگر - ۱۹۵۵

ژان بوفره (زادهٔ ۲ مه ۱۹۰۷ در اوزونس – درگذشتهٔ ۷ آگوست ۱۹۸۲ در پاریس) فیلسوف اهل فرانسه بود که در پذیرش آثار مارتین هایدگر در فرانسه، نقش فراوانی داشت.